# NGC 1260
Az NGC 1260 spirál vagy lentikuláris galaxis a Perseus csillagképben. Guillaume Bigourdan fedezte fel, 1884. október 19-én, a Perseus galaxiscsoportban. 2006-ban itt fedezték fel a SN 2006gy szupernóvát, megfigyelhető világegyetem második legfényesebbét.